# Список птахів Гренади
Цей список є списком видів птахів, спостережених на території Гренади. Він включає 177 видів (з 44 родин 19 рядів), з них 1 вид є ендеміком, 5 інтродукованих людьми, 106 є рідкісними або випадковими залітними та 1 вимерлий.

## Позначки
Теги, що використовуються для виділення охоронного статусу кожного виду за оцінками МСОП:
| EX | Extinct               | Зниклий                          |
| CR | Critically Endangered | Перебуває під критичною загрозою |
| EN | Endangered            | Перебуває під загрозою           |
| VU | Vulnerable            | Уразливий                        |
| NT | Near Threatened       | Близький до загрозливого стану   |
| LC | Least Concern         | У найменшій загрозі              |
| DD | Data Deficient        | Відомості недостатні             |
| NE | Not Evaluated         | Види з недослідженим статусом    |

Інші теги, що використовуються для виділення окремих видів:
| E  | Endemic    | Ендемічний вид                     |
| I  | Introduced | Інтродукований                     |
| A  | Accidental | Залітний або випадковий на Гренаді |
| Ex | Extirpated | Вимер на Гренаді                   |

## Ряд Пірникозоподібні (Podicipediformes)
Пірникози — це малих і середніх великих прісноводні пірнаючі птахи. Вони мають перетинчасті пальці і є чудовими плавцями і пірнальниками. Проте, їхні ноги розміщені далеко позаду тіла, що робить їх досить незграбними на суші. Відомо 20 видів пірникоз, з них 2 види трапляється на Гренаді.

### Родина Пірникозові (Podicipedidae)
| Українська назва                         | Латинська назва       | Автор таксона    | Охоронний статус МСОП | Теги | Зображення |
| Ряд: Пірникозоподібні (Podicipediformes) |                       |                  |                       |      |            |
| Родина: Пірникозові (Podicipedidae)      |                       |                  |                       |      |            |
| Пірникоза домініканська                  | Tachybaptus dominicus | (Linnaeus, 1766) | LC                    | А    |            |
| Пірникоза рябодзьоба                     | Podilymbus podiceps   | (Linnaeus, 1758) | LC                    | А    |            |

## Ряд Буревісникоподібні (Procellariiformes)
Це морські птахи. Альбатроси є найбільшими літаючими птахами та найбільшими мандрівниками серед птахів. Відомо 117 видів буревісникоподібних, з них в Гренаді трапляється 3 види.

### Родина Буревісникові (Procellariidae)
| Українська назва                            | Латинська назва      | Автор таксона    | Охоронний статус МСОП | Теги | Зображення |
| Ряд: Буревісникоподібні (Procellariiformes) |                      |                  |                       |      |            |
| Родина: Буревісникові (Procellariidae)      |                      |                  |                       |      |            |
| Буревісник малий                            | Puffinus puffinus    | (Brünnich, 1764) | LC                    | А    |            |
| Буревісник екваторіальний                   | Puffinus lherminieri | Lesson, 1839     | LC                    | А    |            |

### Родина Качуркові (Hydrobatidae)
| Українська назва                            | Латинська назва     | Автор таксона | Охоронний статус МСОП | Теги | Зображення |
| Ряд: Буревісникоподібні (Procellariiformes) |                     |               |                       |      |            |
| Родина: Качуркові (Hydrobatidae)            |                     |               |                       |      |            |
| Океанник Вільсона                           | Oceanites oceanicus | Kuhl, 1820    | LC                    | А    |            |

## Ряд Фаетоноподібні (Phaethontiformes)

### Родина Фаетонові (Phaethontidae)
| Українська назва                       | Латинська назва    | Автор таксона  | Охоронний статус МСОП | Теги | Зображення |
| Ряд: Фаетоноподібні (Phaethontiformes) |                    |                |                       |      |            |
| Родина: Фаетонові (Phaethontidae)      |                    |                |                       |      |            |
| Фаетон червонодзьобий                  | Phaethon aethereus | Linnaeus, 1758 | LC                    | А    |            |
| Фаетон білохвостий                     | Phaethon lepturus  | Daudin, 1802   | LC                    | А    |            |

## Ряд Пеліканоподібні (Pelecaniformes)
Пеліканоподібні — це середніх або великих розмірів прибережні морські птахи. Живляться рибою, полюючи на неї на поверхні або ниряючи під воду. Відомо близько 70 видів, з них 6 видів спостерігалися в Гренаді.

### Родина Сулові (Sulidae)
| Українська назва                      | Латинська назва  | Автор таксона    | Охоронний статус МСОП | Теги | Зображення |
| Ряд: Пеліканоподібні (Pelecaniformes) |                  |                  |                       |      |            |
| Родина: Сулові (Sulidae)              |                  |                  |                       |      |            |
| Сула жовтодзьоба                      | Sula dactylatra  | Lesson, 1831     | LC                    | А    |            |
| Сула білочерева                       | Sula leucogaster | (Boddaert, 1783) | LC                    |      |            |
| Сула червононога                      | Sula sula        | (Linnaeus, 1766) | LC                    | А    |            |

### Родина Пеліканові (Pelecanidae)
| Українська назва                      | Латинська назва        | Автор таксона  | Охоронний статус МСОП | Теги | Зображення |
| Ряд: Пеліканоподібні (Pelecaniformes) |                        |                |                       |      |            |
| Родина: Пеліканові (Pelecanidae)      |                        |                |                       |      |            |
| Пелікан бурий                         | Pelecanus occidentalis | Linnaeus, 1766 | LC                    | А    |            |

### Родина Фрегатові (Fregatidae)
| Українська назва                      | Латинська назва     | Автор таксона | Охоронний статус МСОП | Теги | Зображення |
| Ряд: Пеліканоподібні (Pelecaniformes) |                     |               |                       |      |            |
| Родина: Фрегатові (Fregatidae)        |                     |               |                       |      |            |
| Фрегат карибський                     | Fregata magnificens | Mathews, 1914 | LC                    |      |            |

### Родина Змієшийкові (Anhingidae)
| Українська назва                      | Латинська назва | Автор таксона    | Охоронний статус МСОП | Теги | Зображення |
| Ряд: Пеліканоподібні (Pelecaniformes) |                 |                  |                       |      |            |
| Родина: Змієшийкові (Anhingidae)      |                 |                  |                       |      |            |
| Змієшийка американська                | Anhinga anhinga | (Linnaeus, 1766) | LC                    | А    |            |

## Ряд Лелекоподібні (Ciconiiformes)
Це великі або середніх розмірів птахи із довгими ногами та шиєю. Полюють на здобич на мілководді та лугах. Відомо 119 видів, з яких 15 видів трапляється в Гренаді.

### Родина Чаплеві (Ardeidae)
| Українська назва                   | Латинська назва       | Автор таксона        | Охоронний статус МСОП | Теги | Зображення |
| Ряд: Лелекоподібні (Ciconiiformes) |                       |                      |                       |      |            |
| Родина: Чаплеві (Ardeidae)         |                       |                      |                       |      |            |
| Чапля північна                     | Ardea herodias        | Linnaeus, 1758       | LC                    | А    |            |
| Чепура велика                      | Ardea alba            | Linnaeus, 1758       | LC                    |      |            |
| Чепура мала                        | Egretta garzetta      | Linnaeus, 1766       | LC                    | А    |            |
| Чепура американська                | Egretta thula         | Linnaeus, 1766       | LC                    | А    |            |
| Чепура блакитна                    | Egretta caerulea      | Linnaeus, 1758       | LC                    | А    |            |
| Чепура трибарвна                   | Egretta tricolor      | Statius Müller, 1776 | LC                    | А    |            |
| Чапля єгипетська                   | Bubulcus ibis         | Linnaeus, 1758       | LC                    |      |            |
|                                    | Butorides virescens   | Linnaeus, 1758       | LC                    |      |            |
| Чапля мангрова                     | Butorides striata     | Linnaeus, 1758       | LC                    | А    |            |
| Квак                               | Nycticorax nycticorax | Linnaeus, 1758       | LC                    | А    |            |
| Квак чорногорлий                   | Nyctanassa violacea   | Linnaeus, 1758       | LC                    | А    |            |

### Родина Ібісові (Threskiornithidae)
| Українська назва                    | Латинська назва      | Автор таксона  | Охоронний статус МСОП | Теги | Зображення |
| Ряд: Лелекоподібні (Ciconiiformes)  |                      |                |                       |      |            |
| Родина: Ібісові (Threskiornithidae) |                      |                |                       |      |            |
| Коровайка                           | Plegadis falcinellus | Linnaeus, 1766 | LC                    |      |            |
| Ібіс червоний                       | Eudocimus ruber      | Linnaeus, 1766 | LC                    | А    |            |
| Косар рожевий                       | Platalea ajaja       | Linnaeus, 1766 | LC                    |      |            |

### Родина Лелекові (Ciconiidae)
| Українська назва                   | Латинська назва | Автор таксона        | Охоронний статус МСОП | Теги | Зображення |
| Ряд: Лелекоподібні (Ciconiiformes) |                 |                      |                       |      |            |
| Родина: Лелекові (Ciconiidae)      |                 |                      |                       |      |            |
| Ябіру неотропічний                 | Jabiru mycteria | (Lichtenstein, 1819) | LC                    | А    |            |

## Ряд Гусеподібні (Anseriformes)
Ряд включає гусей та качок. Представники ряду мають перетинчасті лапи, вони пристосовані до водного способу життя. Ряд містить близько 170 видів, з них на Гренаді трапляється 12 видів.

### Родина Качкові (Anatidae)
| Українська назва                | Латинська назва        | Автор таксона    | Охоронний статус МСОП | Теги | Зображення |
| Ряд: Гусеподібні (Anseriformes) |                        |                  |                       |      |            |
| Родина: Качкові (Anatidae)      |                        |                  |                       |      |            |
| Свистач червонодзьобий          | Dendrocygna autumnalis | (Linnaeus, 1758) | LC                    | А    |            |
| Свистач кубинський              | Dendrocygna arborea    | (Linnaeus, 1758) | VU                    | А    |            |
| Свистач рудий                   | Dendrocygna bicolor    | (Vieillot, 1816) | LC                    | А    |            |
| Чирянка блакитнокрила           | Spatula discors        | (Linnaeus, 1766) | LC                    | А    |            |
| Широконіска                     | Spatula clypeata       | (Linnaeus, 1758) | LC                    |      |            |
| Свищ американський              | Mareca americana       | (Gmelin, 1789)   | LC                    |      |            |
| Шилохвіст                       | Anas acuta             | (Linnaeus, 1758) | LC                    |      |            |
|                                 | Anas carolinensis      | Gmelin, 1789     | LC                    |      |            |
| Чернь американська              | Aythya affinis         | (Eyton, 1838)    | LC                    |      |            |
| Чернь канадська                 | Aythya collaris        | (Donovan, 1809)  | LC                    |      |            |
| Савка маскова                   | Nomonyx dominicus      | (Linnaeus, 1766) | LC                    | А    |            |
| Савка американська              | Oxyura jamaicensis     | (Gmelin, 1789)   | LC                    |      |            |

## Ряд Соколоподібні (Falconiformes)
Це денні активні хижаки. Характеризуються міцною статурою, гострими кігтями та дзьобом, швидким польотом. Відомо близько 290 видів, з них на Гренаді трапляється 8 видів.

### Родина Катартові (Cathartidae)
| Українська назва                   | Латинська назва  | Автор таксона     | Охоронний статус МСОП | Теги | Зображення |
| Ряд: Соколоподібні (Falconiformes) |                  |                   |                       |      |            |
| Родина: Катартові (Cathartidae)    |                  |                   |                       |      |            |
| Урубу                              | Coragyps atratus | (Bechstein, 1793) | LC                    | А    |            |

### Родина Скопові (Pandionidae)
| Українська назва                   | Латинська назва   | Автор таксона  | Охоронний статус МСОП | Теги | Зображення |
| Ряд: Соколоподібні (Falconiformes) |                   |                |                       |      |            |
| Родина: Скопові (Pandionidae)      |                   |                |                       |      |            |
| Скопа                              | Pandion haliaetus | Linnaeus, 1758 | LC                    | А    |            |

### Родина Яструбові (Accipitridae)
| Українська назва                   | Латинська назва         | Автор таксона    | Охоронний статус МСОП | Теги | Зображення |
| Ряд: Соколоподібні (Falconiformes) |                         |                  |                       |      |            |
| Родина: Яструбові (Accipitridae)   |                         |                  |                       |      |            |
| Шуляк гачкодзьобий                 | Chondrohierax uncinatus | (Temminck, 1822) | LC                    |      |            |
| Канюк-крабоїд чорний               | Buteogallus anthracinus | (Deppe, 1830)    | LC                    |      |            |
| Канюк ширококрилий                 | Buteo platypterus       | (Vieillot, 1823) | LC                    |      |            |

### Родина Соколові (Falconidae)
| Українська назва                   | Латинська назва   | Автор таксона  | Охоронний статус МСОП | Теги | Зображення |
| Ряд: Соколоподібні (Falconiformes) |                   |                |                       |      |            |
| Родина: Соколові (Falconidae)      |                   |                |                       |      |            |
| Боривітер американський            | Falco sparverius  | Linnaeus, 1758 | LC                    | А    |            |
| Підсоколик малий                   | Falco columbarius | Linnaeus, 1758 | LC                    | А    |            |
| Сапсан                             | Falco peregrinus  | Tunstall, 1771 | LC                    |      |            |

## Ряд Куроподібні (Galliformes)
Широко поширений ряд птахів. У куроподібних міцні лапи, пристосовані для швидкого бігу і риття землі. Літати вміють не всі курячі та, в кращому випадку, лише на невеликі відстані. Відомо близько 250 видів, з них у фауні Гренади зареєстровано 2 види.

### Родина Краксові (Cracidae)
| Українська назва               | Латинська назва   | Автор таксона | Охоронний статус МСОП | Теги | Зображення |
| Ряд: Куроподібні (Galliformes) |                   |               |                       |      |            |
| Родина: Краксові (Cracidae)    |                   |               |                       |      |            |
| Чачалака рудогуза              | Ortalis ruficauda | Jardine, 1847 | LC                    |      |            |

### Родина Фазанові (Phasianidae)
| Українська назва               | Латинська назва | Автор таксона    | Охоронний статус МСОП | Теги | Зображення |
| Ряд: Куроподібні (Galliformes) |                 |                  |                       |      |            |
| Родина: Фазанові (Phasianidae) |                 |                  |                       |      |            |
| Курка банківська               | Gallus gallus   | (Linnaeus, 1758) | LC                    | І    |            |

## Ряд Журавлеподібні (Gruiformes)
Великий ряд різних за зовнішнім виглядом, особливостями внутрішньої будови і способу життя птахів. Переважно болотні і наземні птахи, рідше ті, що гніздяться на деревах. Відомо близько 190 видів, з них у фауні Гренади спостерігалося 4 види.

### Родина Пастушкові (Rallidae)
| Українська назва                 | Латинська назва      | Автор таксона        | Охоронний статус МСОП | Теги | Зображення |
| Ряд: Журавлеподібні (Gruiformes) |                      |                      |                       |      |            |
| Родина: Пастушкові (Rallidae)    |                      |                      |                       |      |            |
| Погонич каролінський             | Porzana carolina     | (Linnaeus, 1758)     | LC                    | А    |            |
| Курочка латиноамериканська       | Gallinula galeata    | (Lichtenstein, 1818) | LC                    | А    |            |
| Лиска американська               | Fulica americana     | J. F. Gmelin, 1789   | LC                    | А    |            |
| Султанка американська            | Porphyrio martinicus | Linnaeus, 1766       | LC                    |      |            |

## Ряд Сивкоподібні (Charadriiformes)
Один з найбільших рядів водних і навколоводних птахів, поширених у всьому світі, що значно розрізняються як морфологічно, так і поведінковими характеристиками. Відомо 343 види, з них 48 видів трапляються в Гренаді.

### Родина Куликосорокові (Haematopodidae)
| Українська назва                        | Латинська назва      | Автор таксона  | Охоронний статус МСОП | Теги | Зображення |
| Ряд: Сивкоподібні (Charadriiformes)     |                      |                |                       |      |            |
| Родина: Куликосорокові (Haematopodidae) |                      |                |                       |      |            |
| Кулик-сорока американський              | Haematopus palliatus | Temminck, 1820 | LC                    | А    |            |

### Родина Чоботарові (Recurvirostridae)
| Українська назва                      | Латинська назва      | Автор таксона        | Охоронний статус МСОП | Теги | Зображення |
| Ряд: Сивкоподібні (Charadriiformes)   |                      |                      |                       |      |            |
| Родина: Чоботарові (Recurvirostridae) |                      |                      |                       |      |            |
|                                       | Himantopus mexicanus | (P.L.S.Müller, 1776) | LC                    | А    |            |

### Родина Сивкові (Charadriidae)
| Українська назва                    | Латинська назва         | Автор таксона          | Охоронний статус МСОП | Теги | Зображення |
| Ряд: Сивкоподібні (Charadriiformes) |                         |                        |                       |      |            |
| Родина: Сивкові (Charadriidae)      |                         |                        |                       |      |            |
| Сивка морська                       | Pluvialis squatarola    | (Linnaeus, 1758)       | LC                    | А    |            |
| Сивка американська                  | Pluvialis dominica      | (Statius Muller, 1776) | LC                    | А    |            |
| Чайка чилійська                     | Vanellus chilensis      | (Molina, 1782)         | LC                    |      |            |
| Пісочник пампасовий                 | Charadrius collaris     | (Vieillot, 1818)       | LC                    | А    |            |
| Пісочник довгодзьобий               | Charadrius wilsonia     | (Ord, 1814)            | LC                    | А    |            |
| Пісочник канадський                 | Charadrius semipalmatus | (Bonaparte, 1825)      | LC                    | А    |            |
| Пісочник крикливий                  | Charadrius vociferus    | Linnaeus, 1758         | LC                    | А    |            |

### Родина Баранцеві (Scolopacidae)
| Українська назва                    | Латинська назва        | Автор таксона     | Охоронний статус МСОП | Теги | Зображення |
| Ряд: Сивкоподібні (Charadriiformes) |                        |                   |                       |      |            |
| Родина: Баранцеві (Scolopacidae)    |                        |                   |                       |      |            |
| Бартрамія                           | Bartramia longicauda   | (Bechstein, 1812) | LC                    | А    |            |
| Кульон середній                     | Numenius phaeopus      | Linnaeus, 1758    | LC                    |      |            |
| Грицик чорнохвостий                 | Limosa fedoa           | Linnaeus, 1758    | LC                    | А    |            |
| Крем'яшник звичайний                | Actitis interpres      | Linnaeus, 1758    | LC                    | А    |            |
| Побережник ісландський              | Calidris canutus       | Linnaeus, 1758    | LC                    | А    |            |
| Турухтан                            | Calidris pugnax        | Linnaeus, 1758    | LC                    | А    |            |
|                                     | Calidris himantopus    | (Bonaparte, 1826) | LC                    | А    |            |
| Побережник червоногрудий            | Calidris ferruginea    | Pontoppidan, 1763 | LC                    | А    |            |
| Побережник білий                    | Calidris alba          | Pallas, 1764      | LC                    | А    |            |
| Побережник канадський               | Calidris bairdii       | Coues, 1861       | LC                    | А    |            |
| Побережник-крихітка                 | Calidris minutilla     | Vieillot, 1819    | LC                    | А    |            |
| Побережник білогрудий               | Calidris fuscicollis   | Vieillot, 1819    | LC                    | А    |            |
| Жовтоволик                          | Calidris subruficollis | Vieillot, 1819    | LC                    | А    |            |
| Побережник арктичний                | Calidris melanotos     | Vieillot, 1819    | LC                    | А    |            |
| Побережник довгопалий               | Calidris pusilla       | Cabanis, 1857     | LC                    | А    |            |
| Побережник аляскинський             | Calidris mauri         | (Cabanis, 1857)   | LC                    | А    |            |
| Неголь короткодзьобий               | Limnodromus griseus    | (Gmelin, 1789)    | LC                    | А    |            |
| Баранець американський              | Gallinago delicata     | Ord, 1825         | LC                    | А    |            |
| Плавунець довгодзьобий              | Phalaropus tricolor    | (Vieillot, 1819)  | LC                    | А    |            |
| Набережник плямистий                | Actitis macularius     | (Linnaeus, 1766)  | LC                    | А    |            |
| Коловодник малий                    | Tringa solitaria       | (Wilson, 1813)    | LC                    | А    |            |
| Коловодник строкатий                | Tringa melanoleuca     | (Gmelin, 1789)    | LC                    | А    |            |
| Коловодник американський            | Tringa semipalmata     | (Gmelin, 1789)    | LC                    | А    |            |
| Коловодник жовтоногий               | Tringa flavipes        | (Gmelin, 1789)    | LC                    | А    |            |

### Родина Поморникові (Stercorariidae)
| Українська назва                     | Латинська назва          | Автор таксона  | Охоронний статус МСОП | Теги | Зображення |
| Ряд: Сивкоподібні (Charadriiformes)  |                          |                |                       |      |            |
| Родина: Поморникові (Stercorariidae) |                          |                |                       |      |            |
| Поморник короткохвостий              | Stercorarius parasiticus | Linnaeus, 1758 | LC                    | А    |            |

### Родина Мартинові (Laridae)
| Українська назва                    | Латинська назва            | Автор таксона     | Охоронний статус МСОП | Теги | Зображення |
| Ряд: Сивкоподібні (Charadriiformes) |                            |                   |                       |      |            |
| Родина: Мартинові (Laridae)         |                            |                   |                       |      |            |
| Мартин звичайний                    | Chroicocephalus ridibundus | Linnaeus, 1766    | LC                    | А    |            |
| Мартин карибський                   | Leucophaeus atricilla      | Linnaeus, 1758    | LC                    |      |            |
| Мартин сріблястий                   | Larus argentatus           | Pontoppidan, 1763 | LC                    |      |            |
| Крячок бурий                        | Anous stolidus             | (Linnaeus, 1758)  | LC                    |      |            |
| Крячок строкатий                    | Onychoprion fuscatus       | (Linnaeus, 1766)  | LC                    | А    |            |
| Крячок бурокрилий                   | Onychoprion anaethetus     | (Scopoli, 1786)   | LC                    | А    |            |
| Крячок карибський                   | Sternula antillarum        | (Lesson, 1847)    | LC                    | А    |            |
| Крячок великодзьобий                | Phaetusa simplex           | (Gmelin, 1789)    | LC                    | А    |            |
| Крячок чорний                       | Chlidonias niger           | (Linnaeus, 1758)  | LC                    | А    |            |
| Крячок рожевий                      | Sterna dougallii           | Montagu, 1813     | LC                    | А    |            |
| Крячок річковий                     | Sterna hirundo             | Linnaeus, 1758    | LC                    | А    |            |
| Крячок королівський                 | Thalasseus maximus         | Boddaert, 1783    | LC                    | А    |            |
| Крячок рябодзьобий                  | Thalasseus sandvicensis    | (Latham, 1787)    | LC                    | А    |            |
| Водоріз американський               | Rynchops niger             | Linnaeus, 1758    | LC                    | А    |            |

## Ряд Голубоподібні (Columbiformes)
Голуби — це дрібні птахи із міцною тілобудовою та короткою шиєю. Харчуються насінням, плодами. Відомо 303 види, з них на території Гренади трапляються 8 видів.

### Родина Голубові (Columbidae)
| Українська назва                   | Латинська назва       | Автор таксона     | Охоронний статус МСОП | Теги | Зображення |
| Ряд: Голубоподібні (Columbiformes) |                       |                   |                       |      |            |
| Родина: Голубові (Columbidae)      |                       |                   |                       |      |            |
| Голуб сизий                        | Columba livia         | Gmelin, 1789      | LC                    | І    |            |
| Голуб пурпуровошиїй                | Patagioenas squamosa  | Bonnaterre, 1792  | LC                    |      |            |
| Горлиця садова                     | Streptopelia decaocto | Frivaldszky, 1838 | LC                    | І, А |            |
| Талпакоті строкатоголовий          | Columbina passerina   | (Linnaeus, 1758)  | LC                    |      |            |
| Голубок бурий                      | Geotrygon montana     | (Linnaeus, 1758)  | LC                    |      |            |
| Горличка гренадська                | Leptotila wellsi      | (Lawrence, 1884)  | CR                    | Е    |            |
| Зенаїда білокрила                  | Zenaida aurita        | (Temminck, 1809)  | LC                    |      |            |
| Зенаїда південна                   | Zenaida auriculata    | (Des Murs, 1847)  | LC                    |      |            |

## Ряд Папугоподібні (Psittaciformes)
Ряд нараховує 393 види, з них в Гренаді трапляється 1 інтродукований вид.

### Родина Папугові (Psittacidae)
| Українська назва                    | Латинська назва   | Автор таксона    | Охоронний статус МСОП | Теги | Зображення |
| Ряд: Папугоподібні (Psittaciformes) |                   |                  |                       |      |            |
| Родина: Папугові (Psittacidae)      |                   |                  |                       |      |            |
| Амазон венесуельський               | Amazona amazonica | (Linnaeus, 1766) | LC                    | І    |            |

## Ряд Зозулеподібні (Cuculiformes)
Це птахи середнього розміру з тонкими тілами, довгими хвостами і сильними ногами. У зозуль відомий гніздовий паразитизм. Відомо 138 видів, з них в Гренаді — 3 види.

### Родина Зозулеві (Cuculidae)
| Українська назва                  | Латинська назва       | Автор таксона  | Охоронний статус МСОП | Теги | Зображення |
| Ряд: Зозулеподібні (Cuculiformes) |                       |                |                       |      |            |
| Родина: Зозулеві (Cuculidae)      |                       |                |                       |      |            |
| Ані товстодзьобий                 | Crotophaga ani        | Linnaeus, 1758 | LC                    |      |            |
| Кукліло бурий                     | Coccyzus melacoryphus | Vieillot, 1817 | LC                    | А    |            |
| Кукліло мангровий                 | Coccyzus minor        | (Gmelin, 1788) | LC                    |      |            |

## Ряд Совоподібні (Strigiformes)
Це великі одиночні нічні хижаки. Вони мають великі, звернені вперед очі і вуха та круглий лицьовий диск. Відомо 211 видів, з них в Гренаді трапляється лише один вид.

### Родина Сипухові (Tytonidae)
| Українська назва                | Латинська назва | Автор таксона | Охоронний статус МСОП | Теги | Зображення |
| Ряд: Совоподібні (Strigiformes) |                 |               |                       |      |            |
| Родина: Сипухові (Tytonidae)    |                 |               |                       |      |            |
| Сипуха                          | Tyto alba       | Scopoli, 1769 | LC                    |      |            |

## Ряд Серпокрильцеподібні (Apodiformes)
Відомо 341 вид серпокрильцеподібних, з них в Гренаді спостерігалося 8 видів.

### Родина Серпокрильцеві (Apodidae)
| Українська назва                       | Латинська назва         | Автор таксона   | Охоронний статус МСОП | Теги | Зображення |
| Ряд: Серпокрильцеподібні (Apodiformes) |                         |                 |                       |      |            |
| Родина: Серпокрильцеві (Apodidae)      |                         |                 |                       |      |            |
| Свіфт західний                         | Cypseloides niger       | (Gmelin, 1789)  | VU                    | А    |            |
| Свіфт болівійський                     | Streptoprocne zonaris   | (Shaw, 1796)    | LC                    | А    |            |
| Голкохвіст вохристогузий               | Chaetura brachyura      | (Jardine, 1846) | LC                    |      |            |
| Голкохвіст сірогузий                   | Chaetura cinereiventris | (Sclater, 1862) | LC                    |      |            |

### Родина Колібрієві (Trochilidae)
| Українська назва                       | Латинська назва        | Автор таксона    | Охоронний статус МСОП | Теги | Зображення |
| Ряд: Серпокрильцеподібні (Apodiformes) |                        |                  |                       |      |            |
| Родина: Колібрієві (Trochilidae)       |                        |                  |                       |      |            |
| Ерміт-самітник бразильський            | Glaucis hirsutus       | (Gmelin, 1788)   | LC                    |      |            |
| Колібрі аметистовогорлий               | Eulampis jugularis     | (Linnaeus, 1766) | LC                    |      |            |
| Колібрі карибський                     | Eulampis holosericeus  | (Linnaeus, 1758) | LC                    |      |            |
| Колібрі чубатий                        | Orthorhyncus cristatus | (Linnaeus, 1758) | LC                    |      |            |

## Ряд Сиворакшоподібні (Coraciiformes)
Відомо близько 90 видів сиворакшеподібних, з них в Гренаді спостерігаються 2 види.

### Родина Рибалочкові (Alcedinidae)
| Українська назва                      | Латинська назва     | Автор таксона    | Охоронний статус МСОП | Теги | Зображення |
| Ряд: Сиворакшоподібні (Coraciiformes) |                     |                  |                       |      |            |
| Родина: Рибалочкові (Alcedinidae)     |                     |                  |                       |      |            |
| Рибалочка-чубань неотропічний         | Megaceryle torquata | (Linnaeus, 1766) | LC                    |      |            |
| Рибалочка-чубань північний            | Megaceryle alcyon   | (Linnaeus, 1758) | LC                    | А    |            |

## Ряд Дятлоподібні (Piciformes)
Із 440 видів дятлоподібних в Гренаді трапляється 1 інтродукований вид.

### Родина Туканові (Ramphastidae)
| Українська назва                | Латинська назва       | Автор таксона      | Охоронний статус МСОП | Теги | Зображення |
| Ряд: Дятлоподібні (Piciformes)  |                       |                    |                       |      |            |
| Родина: Туканові (Ramphastidae) |                       |                    |                       |      |            |
| Тукан чорнодзьобий              | Ramphastos vitellinus | Lichtenstein, 1823 | VU                    | І    |            |

## Ряд Горобцеподібні (Passeriformes)
Переважно дрібні і середньої величини птахи, що значно різняться за зовнішнім виглядом, способом життя, умовами проживання і способами добування їжі. Поширені по всьому світу. Відомо близько 5400 видів, з них на території Гренади зафіксовано 50 видів.

### Родина Тиранові (Tyrannidae)
| Українська назва                    | Латинська назва        | Автор таксона    | Охоронний статус МСОП | Теги | Зображення |
| Ряд: Горобцеподібні (Passeriformes) |                        |                  |                       |      |            |
| Родина: Тиранові (Tyrannidae)       |                        |                  |                       |      |            |
| Еленія карибська                    | Elaenia martinica      | (Linnaeus, 1766) | LC                    |      |            |
| Еленія жовточерева                  | Elaenia flavogaster    | (Thunberg, 1822) | LC                    |      |            |
| Москверо бронзовий                  | Lathrotriccus euleri   | (Cabanis, 1868)  | LC                    | Ех   |            |
| Копетон гренадський                 | Myiarchus nugator      | Riley, 1904      | LC                    |      |            |
| Тиран тропічний                     | Tyrannus melancholicus | (Vieillot, 1819) | LC                    | А    |            |
| Тиран сірий                         | Tyrannus dominicensis  | (Gmelin, 1788)   | LC                    |      |            |
| Тиран вилохвостий                   | Tyrannus savana        | Vieillot, 1808   | LC                    |      |            |

### Родина Віреонові (Vireonidae)
| Українська назва                    | Латинська назва  | Автор таксона    | Охоронний статус МСОП | Теги | Зображення |
| Ряд: Горобцеподібні (Passeriformes) |                  |                  |                       |      |            |
| Родина: Віреонові (Vireonidae)      |                  |                  |                       |      |            |
| Віреон жовтогорлий                  | Vireo flavifrons | (Vieillot, 1808) | LC                    | А    |            |
| Віреон чорновусий                   | Vireo altiloquus | (Vieillot, 1808) | LC                    |      |            |

### Родина Ластівкові (Hirundinidae)
| Українська назва                    | Латинська назва          | Автор таксона    | Охоронний статус МСОП | Теги | Зображення |
| Ряд: Горобцеподібні (Passeriformes) |                          |                  |                       |      |            |
| Родина: Ластівкові (Hirundinidae)   |                          |                  |                       |      |            |
| Щурик антильський                   | Progne dominicensis      | (Gmelin, 1789)   | LC                    |      |            |
| Білозорка білокрила                 | Tachycineta albiventer   | (Boddaert, 1783) | LC                    | А    |            |
| Ластівка берегова                   | Riparia riparia          | Linnaeus, 1758   | LC                    | А    |            |
| Ластівка сільська                   | Hirundo rustica          | Linnaeus, 1758   | LC                    |      |            |
| Ясківка білолоба                    | Petrochelidon pyrrhonota | Vieillot, 1817   | LC                    | А    |            |

### Родина Воловоочкові (Troglodytidae)
| Українська назва                     | Латинська назва   | Автор таксона    | Охоронний статус МСОП | Теги | Зображення |
| Ряд: Горобцеподібні (Passeriformes)  |                   |                  |                       |      |            |
| Родина: Воловоочкові (Troglodytidae) |                   |                  |                       |      |            |
| Волоочко співоче                     | Troglodytes aedon | (Vieillot, 1809) | LC                    |      |            |

### Родина Дроздові (Turdidae)
| Українська назва                    | Латинська назва  | Автор таксона      | Охоронний статус МСОП | Теги | Зображення |
| Ряд: Горобцеподібні (Passeriformes) |                  |                    |                       |      |            |
| Родина: Дроздові (Turdidae)         |                  |                    |                       |      |            |
| Дрізд-короткодзьоб малий            | Catharus minimus | (Lafresnaye, 1848) | LC                    |      |            |
| Дрізд рудий                         | Turdus fumigatus | Lichtenstein, 1823 | LC                    |      |            |
| Дрізд голоокий                      | Turdus nudigenis | Lafresnaye, 1848   | LC                    |      |            |

### Родина Пересмішникові (Mimidae)
| Українська назва                    | Латинська назва         | Автор таксона    | Охоронний статус МСОП | Теги | Зображення |
| Ряд: Горобцеподібні (Passeriformes) |                         |                  |                       |      |            |
| Родина: Пересмішникові (Mimidae)    |                         |                  |                       |      |            |
| Пересмішник антильський             | Allenia fusca           | Müller, 1776     | LC                    | А    |            |
| Пересмішник жовтодзьобий            | Margarops fuscatus      | (Vieillot, 1808) | LC                    |      |            |
| Дигач рудий                         | Cinclocerthia ruficauda | (Gould, 1836)    | LC                    | А    |            |
| Пересмішник сивий                   | Mimus gilvus            | (Vieillot, 1808) | LC                    |      |            |

### Родина В'юркові (Fringillidae)
| Українська назва                    | Латинська назва     | Автор таксона  | Охоронний статус МСОП | Теги | Зображення |
| Ряд: Горобцеподібні (Passeriformes) |                     |                |                       |      |            |
| Родина: В'юркові (Fringillidae)     |                     |                |                       |      |            |
| Гутурама синьоголова                | Chlorophonia musica | (Gmelin, 1789) | LC                    | А    |            |

### Родина Трупіалові (Icteridae)
| Українська назва                    | Латинська назва       | Автор таксона    | Охоронний статус МСОП | Теги | Зображення |
| Ряд: Горобцеподібні (Passeriformes) |                       |                  |                       |      |            |
| Родина: Трупіалові (Icteridae)      |                       |                  |                       |      |            |
| Гоглу                               | Dolichonyx oryzivorus | (Linnaeus, 1758) | LC                    | А    |            |
| Трупіал венесуельський              | Icterus icterus       | (Linnaeus, 1766) | LC                    | А    |            |
| Трупіал цитриновий                  | Icterus nigrogularis  | (Hahn, 1816)     | LC                    | А    |            |
| Трупіал балтиморський               | Icterus galbula       | (Linnaeus, 1758) | LC                    | А    |            |
| Вашер синій                         | Molothrus bonariensis | (Gmelin, 1788)   | LC                    |      |            |
| Гракл карибський                    | Quiscalus lugubris    | Swainson, 1838   | LC                    |      |            |

### Родина Піснярові (Parulidae)
| Українська назва                    | Латинська назва         | Автор таксона    | Охоронний статус МСОП | Теги | Зображення |
| Ряд: Горобцеподібні (Passeriformes) |                         |                  |                       |      |            |
| Родина: Піснярові (Parulidae)       |                         |                  |                       |      |            |
| Смугастоволець білобровий           | Parkesia motacilla      | (Vieillot, 1809) | LC                    |      |            |
| Смугастоволець річковий             | Parkesia noveboracensis | (Gmelin, 1789)   | LC                    | А    |            |
| Пісняр строкатий                    | Mniotilta varia         | (Linnaeus, 1766) | LC                    |      |            |
| Пісняр жовтий                       | Protonotaria citrea     | (Boddaert, 1783) | LC                    | А    |            |
| Пісняр горихвістковий               | Setophaga ruticilla     | (Linnaeus, 1758) | LC                    | А    |            |
| Пісняр-лісовик рудощокий            | Setophaga tigrina       | (Gmelin, 1789)   | LC                    | А    |            |
| Пісняр північний                    | Setophaga americana     | (Linnaeus, 1758) | LC                    | А    |            |
| Пісняр-лісовик рудоволий            | Setophaga fusca         | (Müller, 1776)   | LC                    | А    |            |
| Пісняр-лісовик золотистий           | Setophaga petechia      | (Linnaeus, 1766) | LC                    |      |            |
| Пісняр-лісовик білощокий            | Setophaga striata       | (Forster, 1772)  | LC                    | А    |            |
| Пісняр-лісовик прерієвий            | Setophaga discolor      | (Vieillot, 1809) | LC                    | А    |            |

### Родина Кардиналові (Cardinalidae)
| Українська назва                    | Латинська назва         | Автор таксона    | Охоронний статус МСОП | Теги | Зображення |
| Ряд: Горобцеподібні (Passeriformes) |                         |                  |                       |      |            |
| Родина: Кардиналові (Cardinalidae)  |                         |                  |                       |      |            |
| Піранга пломениста                  | Piranga rubra           | (Linnaeus, 1758) | LC                    | А    |            |
| Піранга кармінова                   | Piranga olivacea        | (Gmelin, 1789)   | LC                    | А    |            |
| Кардинал-довбоніс червоноволий      | Pheucticus ludovicianus | (Linnaeus, 1766) | LC                    |      |            |

### Родина Саякові (Thraupidae)
| Українська назва                    | Латинська назва        | Автор таксона    | Охоронний статус МСОП | Теги | Зображення |
| Ряд: Горобцеподібні (Passeriformes) |                        |                  |                       |      |            |
| Родина: Саякові (Thraupidae)        |                        |                  |                       |      |            |
| Танагра малоантильська              | Stilpnia cucullata     | (Swainson, 1834) | LC                    |      |            |
| Посвірж короткодзьобий              | Sicalis luteola        | (Sparrman, 1789) | LC                    | А    |            |
| Якарина                             | Volatinia jacarina     | (Linnaeus, 1766) | LC                    |      |            |
| Зерноїд чорнощокий                  | Sporophila nigricollis | (Vieillot, 1823) | LC                    | А    |            |
| Цереба                              | Coereba flaveola       | (Linnaeus, 1758) | LC                    |      |            |
| Потрост чорноволий                  | Tiaris bicolor         | (Linnaeus, 1766) | LC                    |      |            |
| Вівсянка-снігурець мала             | Loxigilla noctis       | (Linnaeus, 1766) | LC                    |      |            |